# Wojna polsko-wielecka
Wojna polsko-wielecka – konflikt zbrojny toczony w latach 963–967 pomiędzy polskim księciem Mieszkiem I a grupą Wieletów dowodzoną przez saskiego hrabię Wichmana Młodszego.

## Geneza
W 963 roku saski hrabia Wichman wszedł w porozumienie z wyprawiającym się na Łużyczan margrabią Marchii Wschodniej Geronem i na czele pomorskich Wieletów dwukrotnie najechał terytorium Mieszka. Podczas tych wypraw nie tylko pokonał polskiego księcia i zabił mu nieznanego z imienia brata, ale i zdobył wielkie łupy.
Nie dysponując wystarczającymi siłami do jednoczesnej ochrony zachodniej granicy i prowadzenia podboju Pomorza, Mieszko uznał zwierzchnictwo cesarza Ottona na terenach nadgranicznych, zobowiązał się płacić z nich trybut i przyjął w 966 roku chrzest. W rok później doszło do ostatecznej rozgrywki między Wieletami a polskim księciem. Stawką były tereny u ujścia Odry do Bałtyku. 

## Bitwa
Połączony korpus wojsk wielecko-wolińskich, składających się głównie z piechoty, dowodzony przez zwycięskiego jak dotąd wodza Wichmana, nadszedł od północy, z wyspy Wolin i skierował się na południe wzdłuż brzegów Odry. Mieszko, dysponując podobnie jak Wichman około 5–6 tysiącami wojowników, został wsparty dwoma oddziałami czeskiej jazdy, liczącymi kilkuset ludzi. Tak przygotowany oczekiwał nadejścia nieprzyjaciela, i nie spiesząc się z wydaniem bitwy wciągał Pomorzan wraz z taborami w głąb swojego terytorium, gotów ruszyć do boju w dogodnym dla siebie miejscu. Niestety, o ile dzięki kronice niemieckiego mnicha Widukinda z Korbei znany jest przebieg decydującego starcia, to miejsce bitwy pozostaje dla nas nieznane.
Z przekazu wynika, że w decydującej chwili Wichman, oczekując szturmu oddziałów polsko-czeskich rozłożył się obozem. Tymczasem Mieszko wbrew oczekiwaniom Wichmana nie przeprowadził bezpośredniego natarcia. Konnicę ulokował na skrzydłach, skrytą za wzgórzami, a jedynie wojownikom pieszym nakazał posuwać się w stronę obozu przeciwnika, markując w ten sposób główny atak. Widząc nadciągających pieszych, Wichman zdecydował się uderzyć wszystkimi siłami w mniemaniu, że w ten sposób łatwo rozbije liczebnie mniejszy oddział. Po wstępnym starciu piechota Mieszka zaczęła się wycofywać, odciągając wroga od ufortyfikowanego obozu. Podjęcie pogoni za uciekającą piechotą okazało się dla wojsk Wichmana tragiczną w skutkach pomyłką, trzymana bowiem przez Mieszka w ukryciu jazda uderzyła na Pomorzan od tyłu, odbierając im możliwość powrotu do obozu. Równocześnie ścigany dotąd oddział pieszy przeszedł do kontruderzenia. Sam Wichman wraz z niewielką grupką wojów zdołał się wydostać z okrążenia, ale nie udało mu się umknąć pogoni i poniósł śmierć. Zwycięstwo nad połączonym korpusem wielecko-wolińskim utorowało Mieszkowi drogę do zajęcia całego Pomorza Zachodniego wraz z wyspą Wolin.